# Municipio de Morton (condado de Boyd)
El municipio de Morton (en inglés: Morton Township) es un municipio ubicado en el condado de Boyd en el estado estadounidense de Nebraska. En el año 2010 tenía una población de 110 habitantes y una densidad poblacional de 0,81 personas por km².

## Geografía
El municipio de Morton se encuentra ubicado en las coordenadas 42°56′12″N 98°35′43″O / 42.93667, -98.59528. Según la Oficina del Censo de los Estados Unidos, el municipio tiene una superficie total de 135.9 km², de la cual 135,82 km² corresponden a tierra firme y (0,06 %) 0,08 km² es agua.

## Demografía
Según el censo de 2010, había 110 personas residiendo en el municipio de Morton. La densidad de población era de 0,81 hab./km². De los 110 habitantes, el municipio de Morton estaba compuesto por el 96,36 % blancos, el 0,91 % eran de otras razas y el 2,73 % eran de una mezcla de razas. Del total de la población el 3,64 % eran hispanos o latinos de cualquier raza.